# Château de Colomares
Le château de Colomares (Castillo Colomares) est un petit château bâti à Benalmádena en Espagne, entre 1987 et 1994.
Le monument de Colomares est un « fantasme de pierre » conçu et construit par Esteban Martín Martín (1926-2001), chirurgien et gynécologue originaire de Granollers, ayant émigré pendant vingt ans aux États-Unis. À son retour en Espagne, il achète une ferme, appelée La Carraca. Avec l'aide de deux ouvriers maçons, il y édifiera ce monument dédié à Christophe Colomb, à sa découverte de l'Amérique et des événements entourant cet exploit. Esteban Martín Martín y décèdera en 2001. Il unifie tous les styles architecturaux : byzantin, roman, arabe et gothique.

## Galerie

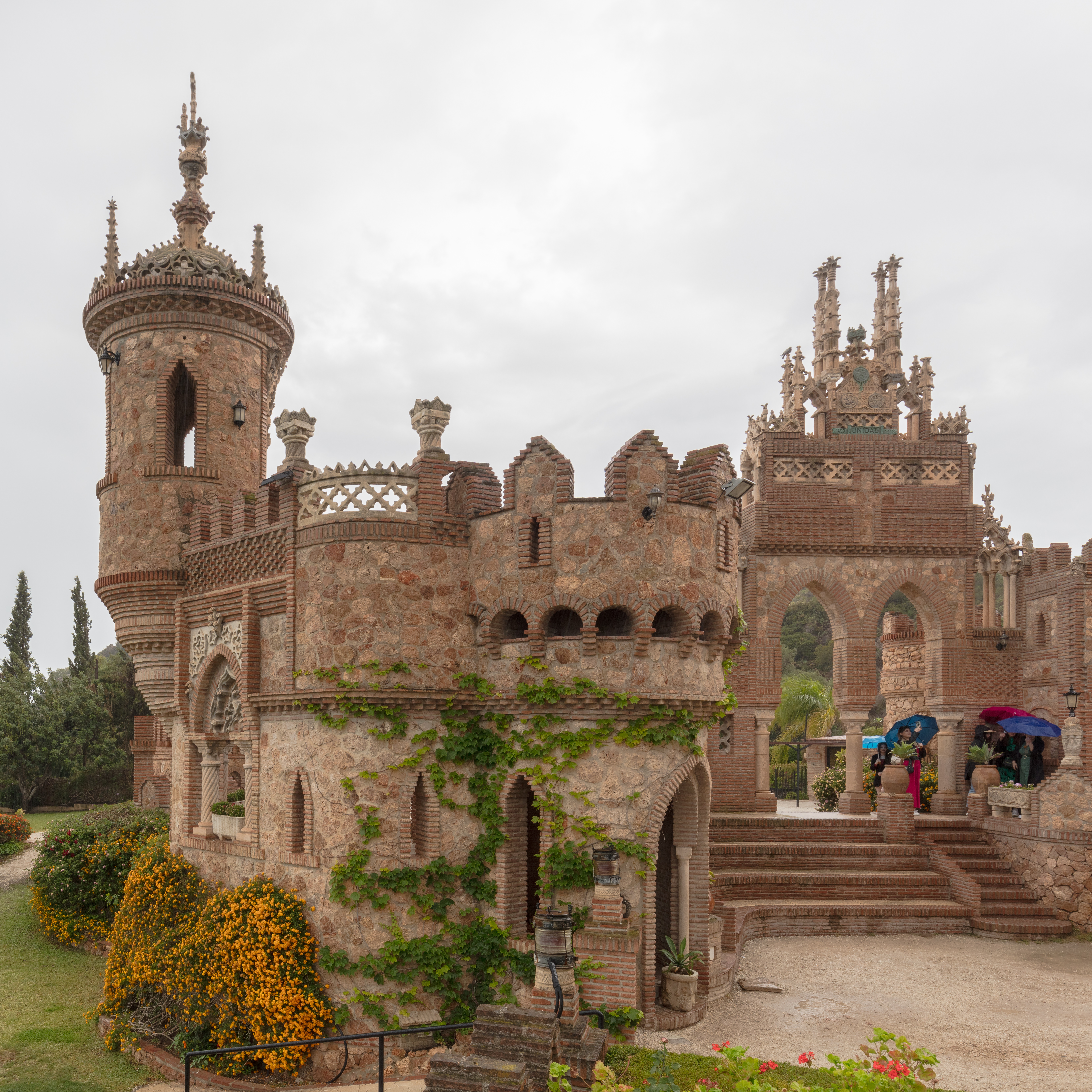
Vue sur le chateau.
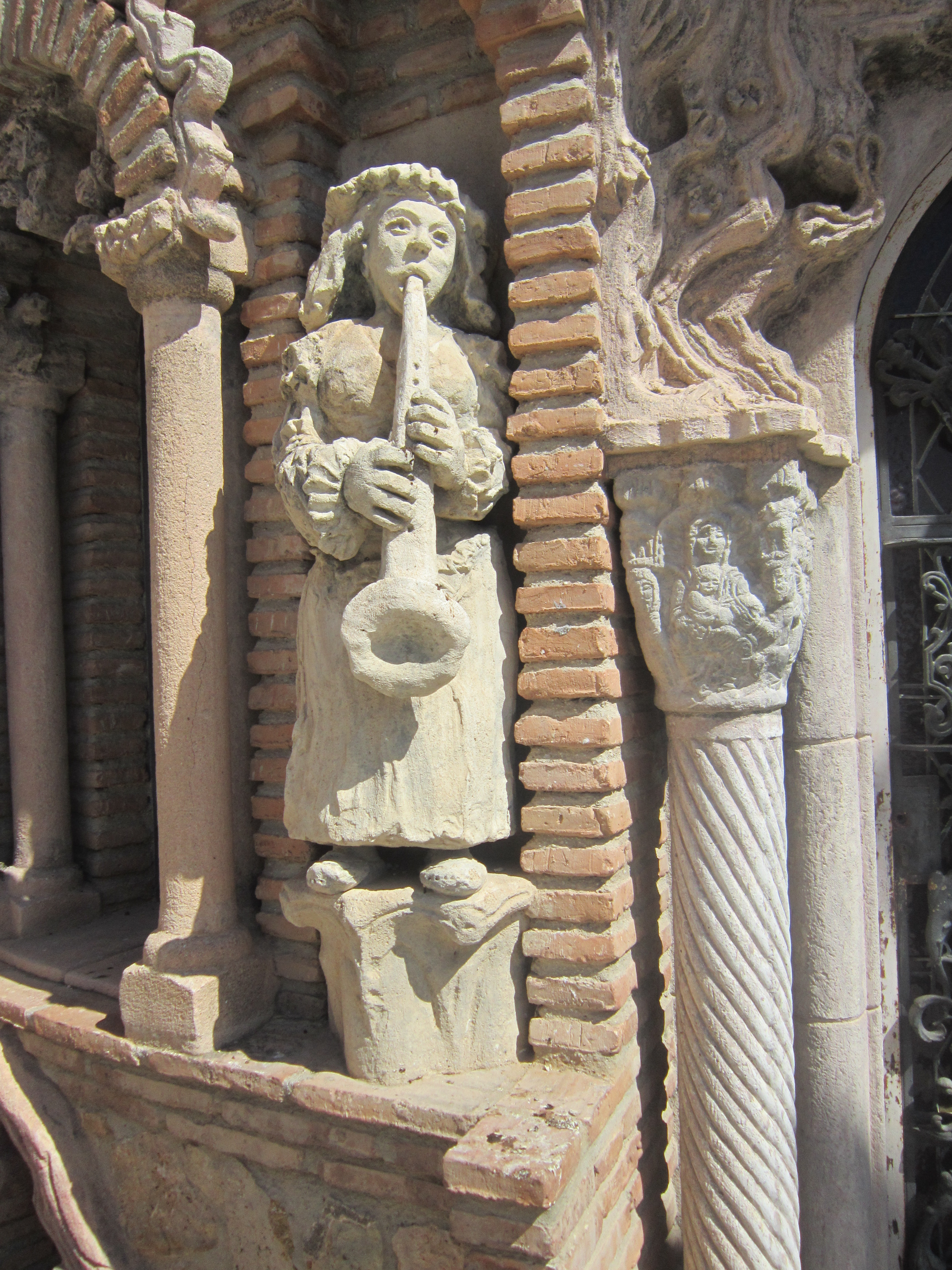
Troubadour de pierre.
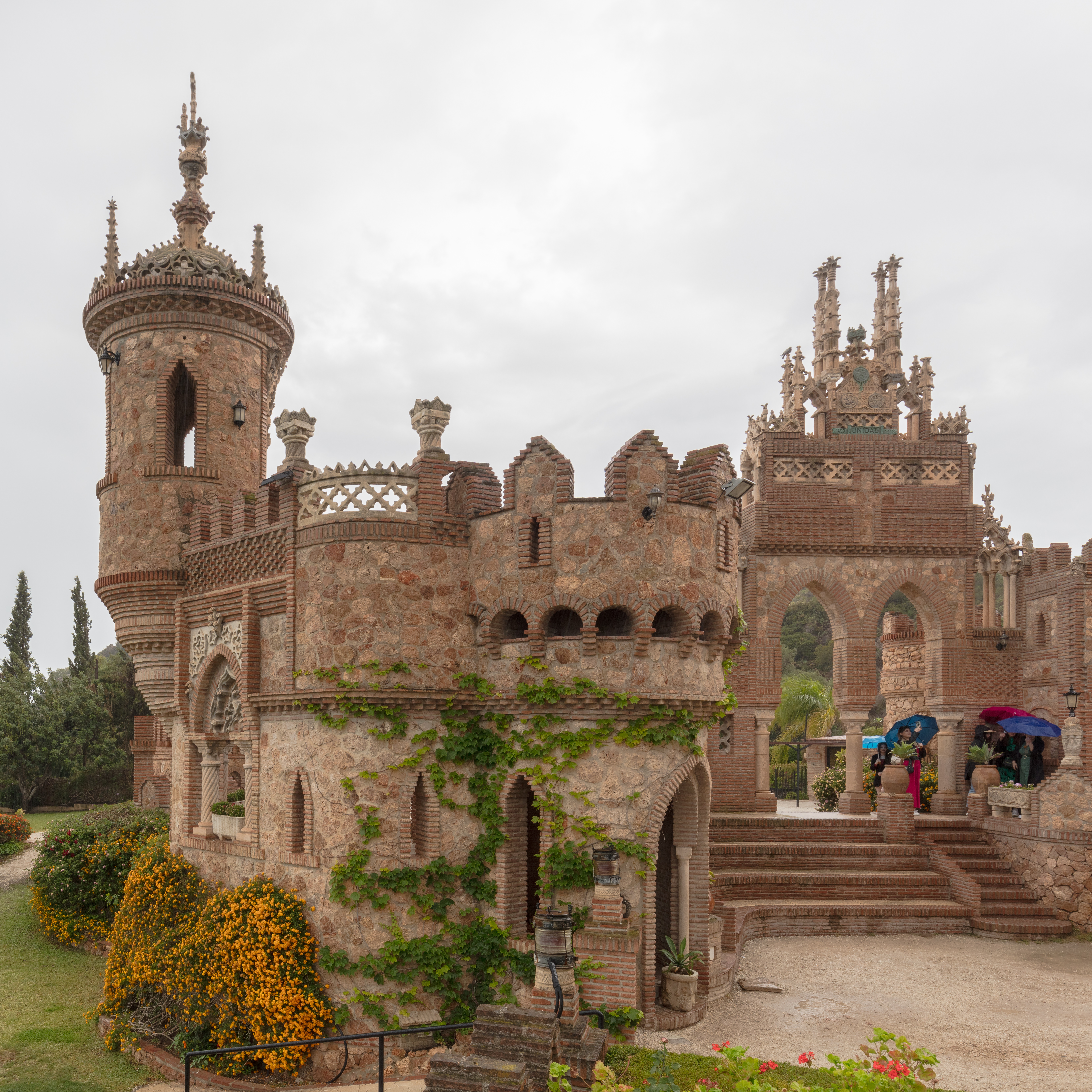
Vue arrière.
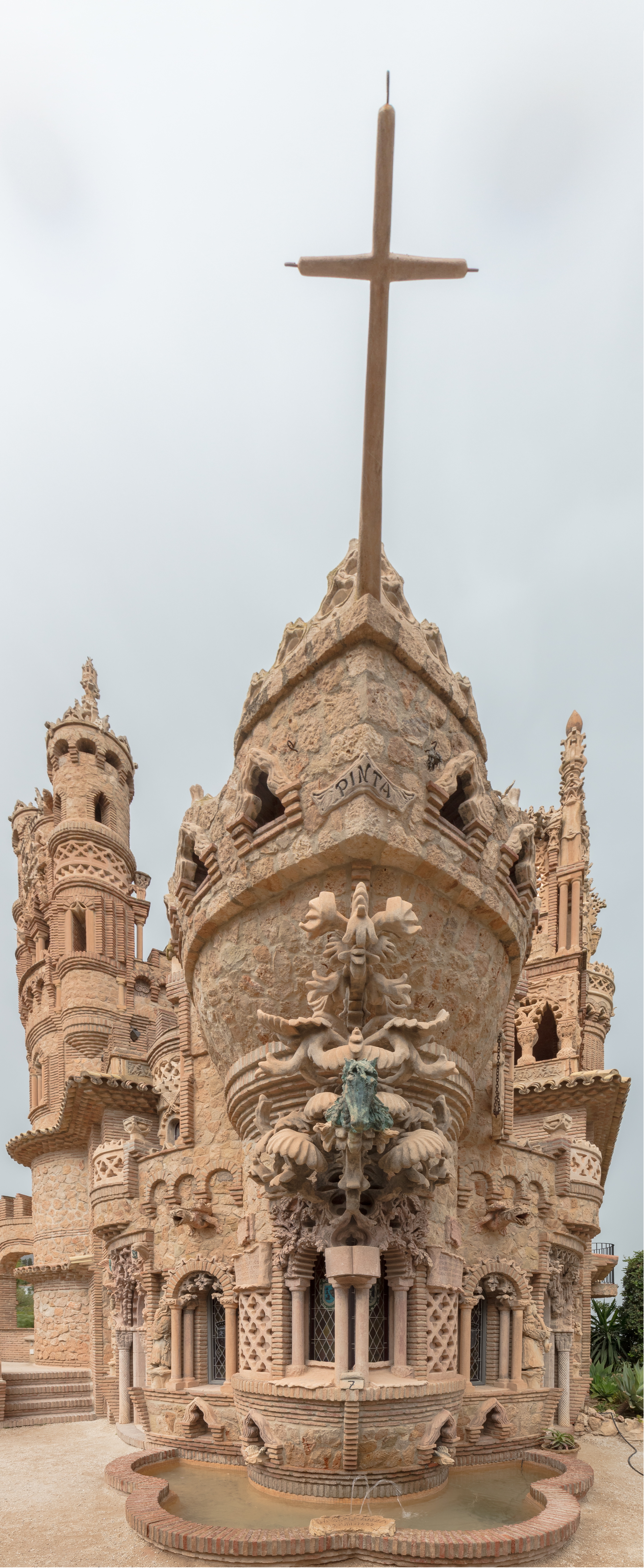
Proue du navire.
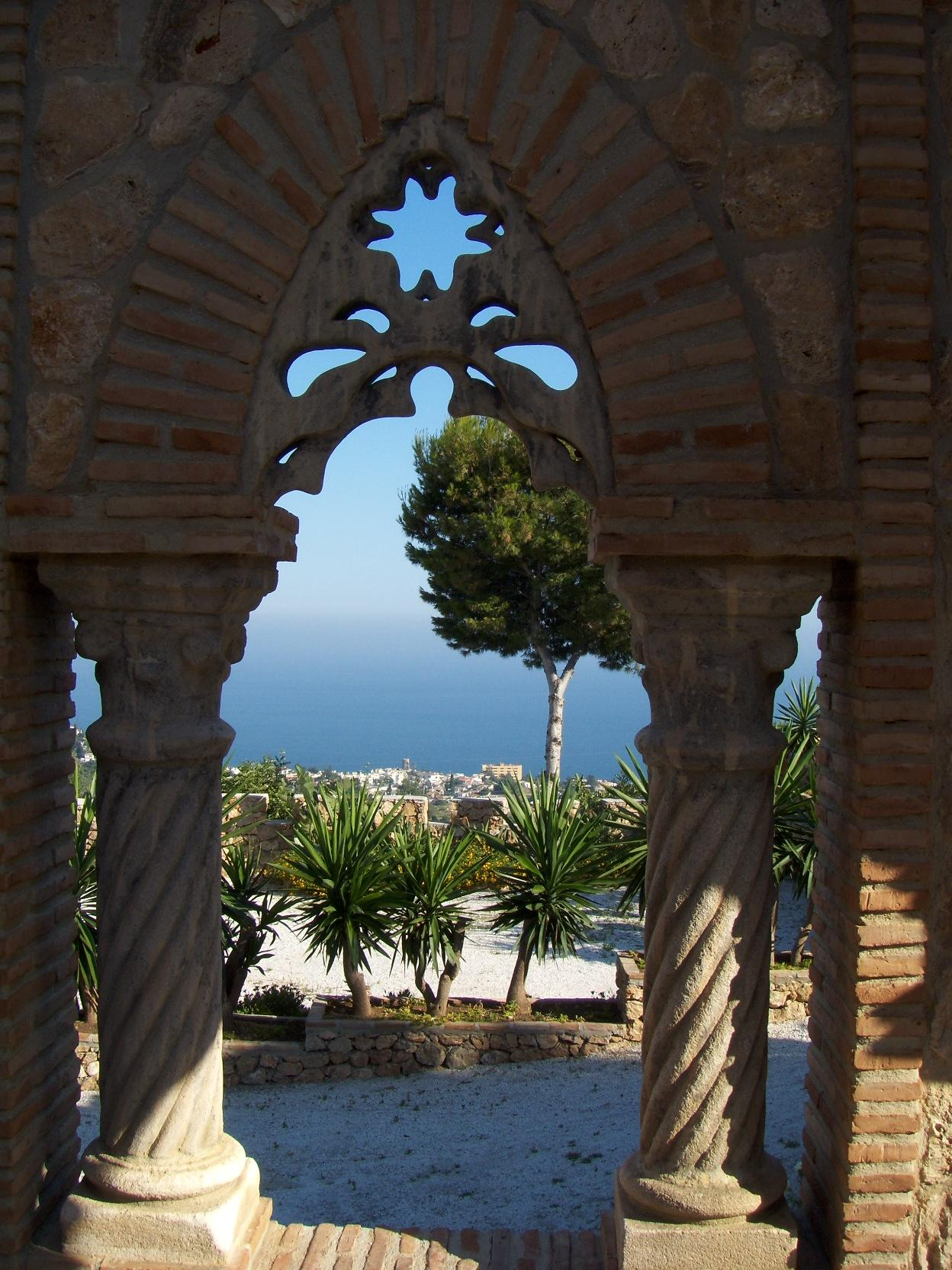
Fenêtre en maçonnerie.